# Хронологија фотографије
Преглед важнијих догађаја у историји фотографије.
- 1826 - Нисефор Нијепс направи прву фотографију (пејзаж). Време експозиције је било чак 8 сати.
- 1835 - Виљем Фокс Талбот направи своју врсту слике, такозвану талботипију.
- 1839 - Луј Дагер патентира нову врсту фотографије - дагеротипију.
- 1839 - Виљем Фокс Талбот инвентира патентира први раширени поступак фотографије - калотипија.
- 1839 - Џон Хершел развије фиксер и направи први стаклени негатив фотографије.
- 1842 – Јанез Пухар усавршава фотографију на стаклу са временом експозиције од 15 секунди
- 1851 - Фредерик Скот Арчер представи развијање са емулзијом.
- 1854 - Андре-Адолф-Јуџен Дездери представи прву слику-визитку. Представи и ротирајућу камеру, која је могла да направи 8 експозиција на једном негативу.

- 1861 - Џејмс Клерк Максвел направи прву фотографију у боји.
- 1868 - Луј Дукос ду Хаурон патентира барвну фотографију, чије боје зависе од дужине експозиције.
- 1871 - Ричард Мадокс инвентира желатинасту емулзију.

- 1876 - Ф. Хартер и В. Ц. Дрифилд обраде сензибилност филма на експозицију - сензиометрија.
- 1878 - Идверд Мујбриџ направи прву брзу фотографију коња у галопу.
- 1887 - Филм од целулоида.
- 1888 - Кодак развије прву камеру за широку употребу.
- 1887 - Габријел Липман развије поступак репродукције слика у боји по принципу интерференције.
- 1891 - Томас Едисон инвентира кинетоскопску камеру - помичне фотографије
- 1895 - Аугуст и Луј Лумијер представе прву кинематографску камеру.
- 1898 - Кодак представи прву камеру која се отвара као хармоника.

- 1900 - Кодак представи легендарну камеру Бровни.
- 1901 - Кодак развије филм од 120 mm.
- 1902 - Артур Корн развије технологију за фототелеграфију.
- 1907 - Аутокром Лумјер је први процес барвне фотографије на тржишту.
- 1912 - Кодак представи филм од 127 mm.
- 1913 - Кинемаколор - прва комерцијална камера за филмове.
- 1914 - Кодак развије аутографик систем, који омогућује припис речи на негатив фотографије за време експозиције.
- 1923 - Док Хародл Едгертон инвентира ксенонски флаш.
- 1925 - Лејка представи филм од 35 mm, који је још данас у широкој употреби.
- 1932 - Дизни сними први видео у боји "Flowers and Trees"
- 1934 - Представљена је картуша од 135 mm, шта је олакшало употребу филма од 35 mm.
- 1936 - Кодак представи филм од више слојева.
- 1937 - Агфа представи свој нови колор филм.
- 1939 - Агфа развије први модерни филм за камере.
- 1942 - Кодак представи свој први филм у боји Кодаколор.
- 1947 - Денис Габор инвентира холографију.
- 1948 - Представљена је камера Хазелблад.
- 1948 - Едвин Х. Ленд представи прву Полароид камеру.
- 1957 - Представљен први Пентакс Асаши СЛР камера.
- 1959 - Никон представио своју серију Ф
- 1959 - АГФА представи прву аутоматску камеру - Оптиму
- 1961 - Јуџен Ф. Лали опише како би требало да ради сензор у дигиталној камери.
- 1963 - Кодак представи Инстаматик.

- 1964 - Први Пентаксов Спотматик камера са рефлексним огледалом.
- 1973 - Фејрчајлд Кондукот развије први већи дигитални сензор.
- 1975 - Кодак направи већи напредак ка дигиталном чипу.
- 1986 - Кодак представи први сензор (чип) од 1 Мегапиксела.
- 2005 - АгфаФото објави стечај. Агфа филмови нестану са тржишта.
- 2009 - Нобелову награду за Физику добију инвентори ЦЦД сензора (CCD)
- 2012 - 19. јануара Кодак објави стечај.